# Чевдаєв Федор Миколайович
Федор Миколайович Чевдаєв (13 листопада 1884, тепер Челябінська область, Російська Федерація — 10 травня 1969, місто Киштим Челябінської області, тепер Російська Федерація) — радянський діяч, відповідальний секретар першого Златоустівського районного комітету РКП(б) Уральської області. Член Центральної контрольної комісії РКП(б) у 1924—1925 роках. Член ВЦВК.

## Життєпис
Народився в родині робітника. Здобув початкову освіту. Працював робітником на заводах Киштима (Південний Урал).
Служив у російській імператорській армії, учасник Першої світової війни.
Потім служив у Червоній армії, учасник громадянської війни в Росії.
Член РКП(б) з 1920 року.
На початку 1920-х років — голова Златоустівської міської ради Челябінської губернії (Уральської області).
На 1924—1925 роки — відповідальний секретар першого Златоустівського районного комітету РКП(б) Уральської області.
Подальша доля невідома. У 1940-х роках (під час німецько-радянської війни) працював у паливному відділі виконавчого комітету Киштимської міської ради депутатів трудящих Челябінської області.
Помер 10 травня 1969 року в місті Киштимі Челябінської області. Похований на Старому цвинтарі Киштима.

## Нагороди
- медаль «За доблесну працю у Великій Вітчизняній війні 1941—1945 рр.» (1945)